# Josep Romeu
Josep Romeu Argemí   (nacido el 22 de mayo de 1990 en Barcelona, Cataluña) es un jugador de hockey sobre hierba español. Disputó los Juegos Olímpicos de Río de Janeiro 2016 con España, obteniendo un quinto puesto y diploma olímpico.  

## Participaciones en Juegos Olímpicos
- Río de Janeiro 2016, puesto 5.
- Tokio 2020, puesto 8.